# Mariä Himmelfahrt (Lorup)

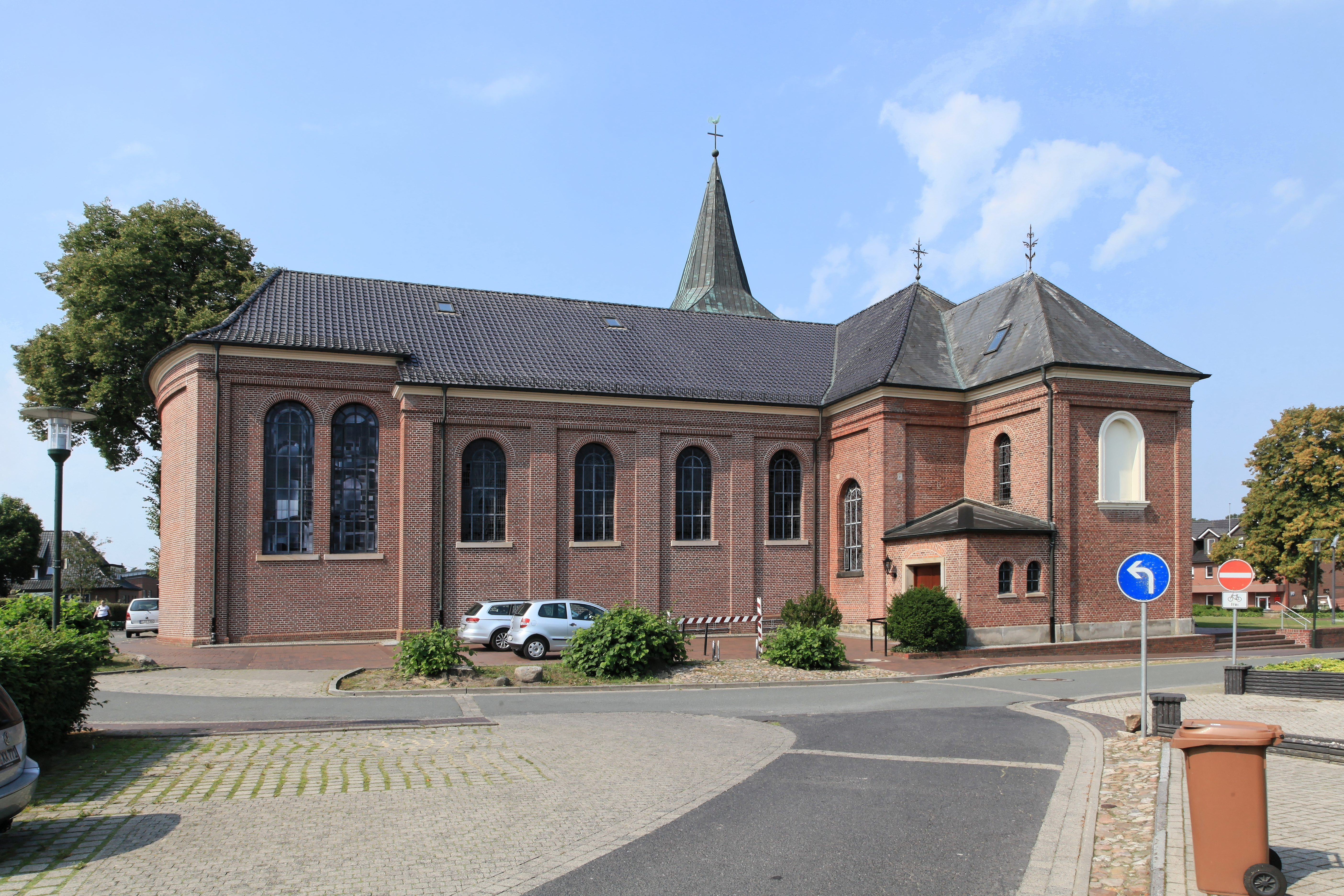
Die Kirche (2019)

Mariä Himmelfahrt in Lorup ist die Pfarrkirche der katholischen Kirchengemeinde Mariä Himmelfahrt Lorup, die dem Dekanat Emsland-Nord des Bistums Osnabrück angehört.

## Geschichte
Die Kirche wurde von 1834 bis 1836 nach Plänen des Architekten Josef Niehaus errichtet, der zuvor zum Bauinspektor des Herzogtums Arenberg-Meppen ernannt worden war. Am Bau wirkten die Handwerker mit, die zuvor im benachbarten Werlte die Kirche St. Sixtus erbaut hatten.
Von 1958 bis 1959 wurde an der Südseite ein Anbau angefügt, als dessen Vorhalle die alte Kirche dient.

## Beschreibung
Die klassizistische Saalkirche aus Backstein wird durch Lisenen gegliedert, zwischen denen sich rundbogige Fenster befinden. Der Chor ist ein gesonderter Bauteil. Das Hauptportal befindet sich in der Nordseite. An der Westseite ist ein kräftiger Turm mit gedrungener Spitze vorgesetzt.

## Ausstattung
In Lorup ist, als einer von wenigen in der Region, der klassizistische Hochaltar aus der Bauzeit der Kirche erhalten. Korinthische Säulen tragen einen geschnitzten Architrav, auf dem sich ein Dreiecksgiebel mit Akroterien, Engelfiguren und einem Kruzifix befindet. Das Zentrum des Altars bildet ein Altarbild, auf dem Mariä Aufnahme in den Himmel dargestellt ist.
Ältestes Ausstattungsstück in der Kirche ist eine aus Eichenholz geschnitzte Madonna aus der Mitte des 14. Jahrhunderts. Die Orgel stammt aus dem Jahr 1855.